# Geraniol
Geraniolul este o monoterpenoidă aciclică naturală ce este răspândită în uleiul volatil al unor specii vegetale, precum: Cymbopogon citratus și Rosa sp. (trandafir). Este un compus important în biosinteza altor terpene, astfel că prin deshidratare și izomerizare formează mircen și ocimen. Analogul cu grupă aldehidă se numește geranial.
Cu un miros asemănător trandafirilor, este folosit în mod obișnuit în parfumuri și în arome precum piersici, zmeură, grepfrut, măr roșu, prune, lime, portocală, lămâie, pepene verde, ananas și afine.